# Dúnedain
In de fictieve wereld van J.R.R. Tolkien zijn de Dúnedain (enkelvoud: Dúnadan) een volk van Mensen. Het woord Dúnedain is Sindarijns en betekent Mensen van het Westen. Tot dit volk behoorden Aragorn en zijn voorvaderen Elendil en Isildur.

## Edain
Hoewel deze Sindarijnse benaming oorspronkelijk op alle Mensen betrekking had werd deze later door de Elfen tot de voor hen vriendelijke Mensen beperkt. De Edain vormden de voorhoede van de Menselijke migratie naar het westen en betraden als eerste Beleriand. Zij waren hoofdzakelijk in drie huizen verdeeld:
- het Huis van Bëor, het eerste huis, geleid door Bëor de Oude.
- het Huis van Haleth, het tweede huis, geleid door Haldad en later door diens dochter Haleth en naar Haldad ook wel de Haladin genoemd.
- het Huis van Hador (ook wel Huis van Marach), het derde huis en numeriek het sterkst, geleid door Marach.

Het eerste en het derde huis spraken een gemeenschappelijke taal, het Taliska, die later zou evolueren tot het Adûnaisch. De Edain kregen van de Noldor land in Ladros (het rijk van het Huis van Bëor), Dor-lómin (het rijk van het Huis van Hador) en Brethil (het land van de Haladin). De Edain vormden voor de Eldar welkome versterkingen in de strijd tegen Morgoth.

## Númenor
In het jaar 587 van de Eerste Era werd Morgoth door de Valar verslagen in de Oorlog van Gramschap. De trouw van de Edain aan de Elfen en de Valar werd beloond. Speciaal voor hen werd uit Belegaer een eiland, Númenor, geschapen. Númenor lag dicht bij Tol Eressëa, een door Noldorijnse elfen bewoond eiland, dat voor de kust van Aman lag. In het jaar 32 van de Tweede Era bereikten het Huis van Bëor en het Huis van Haldor Númenor. Van de Haladin ging slechts een kleine groep mee naar Númenor en zij werden vergezeld door de Drúedain, die tussen ze hadden geleefd.
De eerste koning van Númenor was Elros Tar-Minyatur, een zoon van Eärendil en een broer van Elrond. Hij en zijn nakomelingen maakten van Númenor het machtigste koninkrijk van Midden-aarde. De Dúnedain, zoals de Edain nu genoemd werden, verkenden grote stukken van Midden-aarde en stichtten veel koloniën. Vinyalondë, Pelargir en Umbar waren allemaal koloniën van Númenor in Midden-aarde. Naarmate de Dúnedain machtiger werden, ontstond er interne strijd. Aan het hof verzamelden zich twee facties.

### Aanhangers van de Koning
De grootste factie, die zichzelf de Aanhangers van de Koning noemde, wilde dat Númenor de Valar afzwoer, Aman binnenviel en de onsterfelijkheid bemachtigde. De kleinere factie, de Elendili (de Getrouwen), wilde dat Númenor trouw bleef aan het verbond dat met de Valar en de Eldar gesloten was. Uiteindelijk kregen de Aanhangers van de Koning de overhand.
Hoewel het gebruikelijk was dat de koningen van Númenor een naam in Quenya, de taal van de Noldor, aannamen, werd er vanaf het derde millennium van de Tweede Era ook een naam in het Adûnaisch toegevoegd. Vanaf het jaar 2899 van de Tweede Era namen de koningen enkel nog Adûnaische namen aan. Vanaf het tweede millennium van de Tweede Era voerden de Dúnedain samen met de Elfen (Gil-galad en Elrond) oorlog met Sauron. Uiteindelijk onderwierp Sauron zich aan koning Ar-Pharazôn, toen deze met een grote vloot naar Umbar was gereisd. Op Númenor werd Sauron een belangrijk adviseur van de koning en hij speelde handig in op de wensen van de Aanhangers van de Koning.
In het jaar 3319 van de Tweede Era viel Ar-Pharazôn Valinor aan en als straf vernietigde Ilúvatar Númenor. Deze gebeurtenis kwam bekend te staan onder de naam Akallabêth en de meeste Númenorianen kwamen om het leven. De wereld werd rond gemaakt en Aman kwam buiten deze ronde wereld te liggen.
De afstammelingen van de Aanhangers van de koning in Midden-aarde na de Ondergang van Numénor, werden zwarte Númenoreanen genoemd. Zij kozen in de oorlog de kant van Sauron. Sommige Kapers van Umbar worden hiertoe gerekend alsook de Mond van Sauron.

### Elendili
Elendili is Quenya voor Elfenvrienden. Het was een titel die in aan de Númenoreanen werd gegeven die zich niet van de Valar en de Eldar afkeerden. De leiders van de Elendili waren traditioneel de Heren van Andúnië, van wie de Amandil en diens zoon Elendil de bekendste waren. Gedurende Saurons verblijf op Númenor werden de Elendili vervolgd. Vooral onder Ar-Gimilzôr, de 22e koning, hadden de getrouwen te lijden. Hij verplichtte hen om uit het westen te verhuizen naar het oosten van het land, om aldaar aangekomen in de gaten te worden gehouden. Velen gingen scheep in de haven Rómenna, om naar Midden-aarde te varen. Dat was hun toegestaan; als ze maar niet terugkeerden. De koningen wilden een einde maken aan de vriendschap tussen hun volk en de Eldar, die volgens hen spionnen van de Valar waren. Na de ondergang van Númenor stichtten de Elendili de Rijken in ballingschap: Arnor en Gondor.

## Rijken in ballingschap
De leider van de Elendili, Elendil de Lange, was gewaarschuwd door de Elfen en hij en zijn zonen ontvluchtten het eiland. Zij zeilden naar Pelargir, waar de Elendili jaren eerder hun koloniën hadden gesticht en de kolonisten zwoeren trouw aan Elendil. Rondom de aan hem trouwe koloniën stichtte Elendil de koninkrijken Arnor en Gondor. Ook de Aanhangers van de Koning hadden koloniën gesticht, waaronder Umbar. Zij stelden zich vijandig op en werden bekend onder de naam Zwarte Númenoreanen. Vanwege hun geavanceerde beschaving werden de Dúnedain in Midden-aarde bekend als de Hoge Mensen
Ook Sauron had de val van Númenor overleefd en hij wilde voorkomen dat de overlevende Dúnedain een bedreiging zouden vormen voor zijn heerschappij over Midden-aarde. Om zich tegen Sauron te verweren, ging Elendil het Laatste Bondgenootschap tussen Mensen en Elfen aan met de Hoge Koning der Elfen, Gil-galad. Op Dagorlad kwam het tot een treffen dat door het Laatste Bondgenootschap werd gewonnen. Zeven jaar lang werd het hoofdkwartier van Sauron, de donkere toren van Barad-dûr, belegerd. Bij dit beleg kwam Elendils oudste zoon, Anárion, om het leven. Tijdens een uitbraakpoging van Sauron werden zowel Gil-galad als Elendil door Sauron geveld. Hierbij werd het zwaard van Elendil, Narsil, gebroken. In een daad van uiterste wanhoop raapte Isildur, de jongste zoon van Elendil, het zwaard op en sneed de Ene Ring, bron van Saurons kracht, van diens hand. Sauron verloor zijn lichaam en werd, tijdelijk, machteloos. Met de val van Sauron was de Tweede Era ten einde. De eerste twee jaar van de Derde Era bracht Isildur door met de reorganisatie van Gondor. Daarna liet hij het bestuur van dat koninkrijk aan zijn neef, Meneldil, over. Terwijl hij naar Arnor, waar hij over regeerde, reisde, werden Isildur en zijn lijfwachten (onder wie zijn drie oudste zonen) overvallen door Orks nabij de Irisvelden. Als gevolg van deze hinderlaag werden Arnor en Gondor politiek gescheiden en gingen ze onder aparte koningen verder. Arnor werd geregeerd door de nakomelingen van Isildurs zoon Valandil terwijl Gondor door Anárions zoon Meneldil en diens nakomelingen geregeerd werd. In de eerste helft van de Derde Era ging het de koninkrijken van de Dúnedain voor de wind. Gondor werd, net als Númenor in het verleden, het machtigste koninkrijk van Midden-aarde. Arnor had een minder rooskleurige geschiedenis. Anders dan Gondor was Arnor dunbevolkt. Na een burgeroorlog in het jaar 861 van de Derde Era viel Arnor in drie koninkrijken uit elkaar. De problemen voor Arnor werden nog versterkt toen rond het jaar 1300 van de Derde Era het kwade koninkrijk Angmar ten tonele verscheen. Een voor een vielen de drie koninkrijken en in het jaar 1974 viel het grootste koninkrijk, Arthedain, aan Angmar ten prooi. Een tijdige interventie van Gondor voorkwam het einde van de Dúnedain in Arnor. Zij gingen voortaan verder als een dolend en zwervend volk, dat geleid werd door de afstammelingen van Isildur. In Gondor werd de macht van de Dúnedain verzwakt door decadentie, een burgeroorlog (de Broedertwist) en een pestepidemie. In het jaar 2050 van de Derde Era stierf het Huis van Anárion uit en Gondor werd vanaf dat moment bestuurd door een Stadhouder. In het derde millennium van de Derde Era werd Gondor verder verzwakt door aanvallen van de Oosterlingen. Een totale ineenstorting van Gondor in het jaar 2510 van de Derde Era werd voorkomen door versterkingen van de Rohirrim. Deze bondgenoten kregen enkele van de ontvolkte gebieden van Gondor toegewezen om in te wonen. Tegen het jaar 3019 van de Derde Era stonden de Orklegioenen van een herrezen Sauron op het punt om Gondor te vernietigen. Eerst werden ruïnes van Gondors oude hoofdstad, Osgiliath, onder de voet gelopen alvorens de hoofdstad Minas Tirith werd aangevallen. Een ramp werd echter voorkomen doordat Aragorn, de erfgenaam van Isildur, met Dúnedain uit Arnor en strijdkrachten uit Lebennin en Lamedon te hulp kwam. Later dat jaar vernietigde de hobbit Frodo Balings uit de Gouw de Ene Ring, waardoor Sauron definitief vernietigd werd.

## Dolers van het Noorden
De Dolers van het Noorden zijn afstammelingen van de Dúnedain van het Númenoreaanse rijk van Arnor in Eriador. Ze hebben zwart haar en grijze ogen. Vanwege hun omzwervingen en harde bestaan hebben ze een grimmig uiterlijk. Hun paarden zijn ruig en gehard tegen koude. De leiders van de Dolers, de Hoofden van de Dúnedain, zijn de afstammelingen van de laatste koningen van Arnor en daarmee de rechtmatige opvolgers van Elendil, de eerste Hoge Koning van de Dúnedain.
Na de ondergang van Arnor wordt Eriador een gevaarlijk en wild gebied, hoewel bepaalde delen, bijvoorbeeld de Gouw van de Hobbits, welvarend en vredig blijven. Dat laatste is zonder dat de Hobbits het beseffen grotendeels het werk van de Dolers, die eeuwenlang de grenzen van de Gouw beveiligen. Aan het einde van de Derde Era is Aragorn, ook bekend onder zijn Dolernaam Stapper, de laatste Kapitein van de Dolers. In de Oorlog om de Ring betreedt Aragorn met Legolas, Gimli, Elladan en Elrohir en dertig Dolers de Paden der Doden. Hierna vechten de Dolers mee in de schijnbaar hopeloze strijd tegen Sauron.
Naast de Hoofden worden slechts weinig Dolers met name genoemd door Tolkien. Dit zijn Aragorns moeder Gilraen, haar ouders Dírhael en Ivorwen, en Aragorns verwante Halbarad, die ook zijn vaandeldrager is en sterft op de Velden van Pelennor. Dolers uit het Noorden vechten meestal met zwaard, pijl-en-boog en speer. Ze hebben ook vaak kappen over hun hoofd. Er leven aan het eind van de Derde Era ook Dolers in Ithilien onder aanvoering van Faramir. Zij vechten tegen Haradrim en de mensen uit Khand die op weg zijn naar de Poort van Mordor.
In de Vierde Era worden Gondor en Arnor onder het koningschap van Aragorn Elessar wederom machtig en de Dúnedain worden het heersende volk van Midden-aarde.

## Zwarte Númenoreanen
De Zwarte Númenoreanen waren afstammelingen van de Aanhangers van de Koning, die in de eeuwen voor de val van Númenor koloniën in Midden-aarde hadden gesticht. De belangrijkste veste van de Zwarte Númenoreanen was de stad Umbar en het omringende land. Onder de Zwarte Númenoreanen rekruteerde Sauron zijn meest gevreesde dienaren, de Nazgûl. Een beroemde Zwarte Númenoreaan was koningin Berúthiel, de vrouw van koning Tarannon Falastur van Gondor. Het huwelijk tussen Berúthiel en de koning was een verstandshuwelijk en volledig zonder liefde. Uiteindelijk liet Tarannon Falastur de koningin verbannen. In het jaar 933 van de Derde Era werd Umbar door de troepen van Gondor ingenomen. De Zwarte Númenoreanen bleven belangrijke mensen en heren onder hun buurvolk, de Haradrim.

## Kapers van Umbar
De kapers van Umbar waren de afstammelingen van Castamir de Usurpator, de troonpretendent tijdens de Broedertwist. Nadat Castamir tijdens de Broedertwist tegen Eldacar het leven liet, namen zijn zonen bezit van Gondors vloot en namen het onverdedigde Umbar in. Zij vermengden zich met de Haradrim en de nog aanwezige Zwarte Numénoreanen. De enige andere bekende namen van leiders van de Kapers van Umbar sinds Castamir zijn Angamaitë en Sanghayando. Vanuit Umbar hielden de Kapers zich bezig met piraterij en aanvallen op Gondors kusten. In het jaar 1810 van de Derde Era werd Umbar opnieuw door Gondor ingenomen, maar de Kapers bleven actief. Uiteindelijk wisten zij Umbar te heroveren. Aan het eind van de Derde Era maakten ze de kusten van Gondor nog steeds onveilig. Met de val van Sauron werd hun macht gebroken.

## Uiterlijk
In de werken van Tolkien worden de Dúnedain beschreven als lange mensen met donker haar. Blond haar was relatief zeldzaam onder de Dúnedain, maar was dominant onder de verre neven van de Dúnedain, de Rohirrim.
Zoals al eerder vermeld was de levensduur van de Dúnedain langer dan die van andere Mensen. Ze verouderden ook zeer langzaam. Aragorn ziet er daarom ook uit als iemand die nog in de kracht van zijn leven stond, maar is in het verhaal al 87 jaar.

## Trivia
Edinburgh wordt in het Schots-Gaelisch Dùn Èideann genoemd.